# 93e régiment d'infanterie (Royaume-Uni)
Pour les articles homonymes, voir 93e régiment.
Le 93e régiment d’infanterie (en anglais 93rd Foot Regiment, Sutherland Highlanders) était un régiment d'infanterie de ligne de l'armée britannique, créé en 1799. Sous les Réformes Childers, il fusionna avec le 91e régiment d'infanterie (Argyllshire Highlanders) pour former les Argyll and Sutherland Highlanders (Princess Louise's).

## Histoire

### Création
En avril 1799 William Wemyss reçoit l’ordre de lever un régiment de Highlanders dans le Sutherland. Venant tout juste de dissoudre le 3rd Sutherland Fencible qu’il commandait jusque là, Wemyss en profite pour en récupérer une partie des hommes pour son nouveau régiment. Finalement, plus d’un tiers de l’effectif est recruté par ce biais, Wemyss se procurant le reste en faisant le tour des villages pour enrôler des jeunes gens par des moyens tenant davantage de la levée féodale que du recrutement. Le régiment est inscrit à l’effectif en octobre 1800 sous le nom de 93rd Sutherland Highlander. Contrairement à d’autres régiments portant ce nom, il est alors composé intégralement de soldats originaires des Highlands, avec une majorité provenant des clans MacKay (en) et Sutherland (en). Profitant de l’homogénéité du recrutement, l’état-major du régiment forme ses compagnies par paroisse : ainsi les hommes sont entourés de gens qu’ils connaissent et peuvent les dénoncer au pays en cas de lâcheté. Dès son incorporation, le régiment est envoyé à Guernesey.
En 1803, l’effectif est augmenté en récupérant les hommes d’autres troupes venant d’être dissoutes, notamment les Reay Fencibles, les Caithness Fencibles et la Scot Militia, et le régiment est envoyé calmer une révolte à Dublin. 

### Guerres napoléoniennes et anglo-américaine
Le baptême du feu du régiment a lieu enjuillet 1805 en Afrique du Sud, quand le régiment participe à l’attaque contre Le Cap. Pendant les huit années suivantes, le régiment reste en garnison au fort de Bonne-Espérance, de nombreux hommes enseignant dans les écoles de la ville en plus de leur devoir militaire. En 1814, le régiment prend part à l’expédition malheureuse contre la Nouvelle-Orléans. La bataille décisive a lieu le 8 janvier 1815 et tourne au carnage pour les Britanniques en raison de l’incompétence d’une partie des officiers supérieurs. Finalement, 557 hommes du 93rd, soit les trois-quarts du régiment, sont tués, blessés ou capturés, le gros des pertes ayant lieu alors que le régiment reste immobile sous le feu nourri des Américains, aucun officier ne donnant l’ordre d’avancer ou de reculer.

### Guerre de Crimée

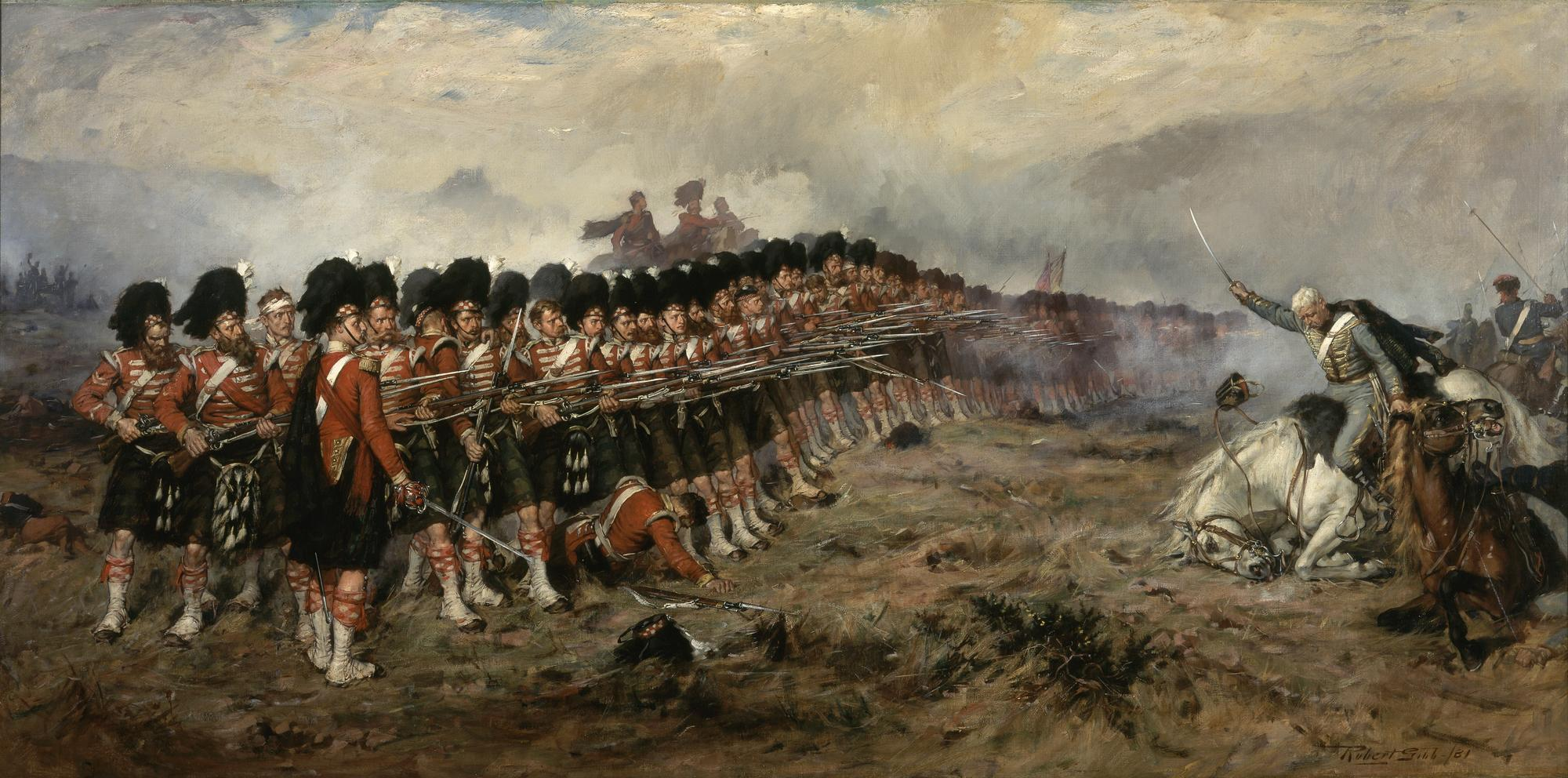
The Thin Red Line, tableau de 1881 peint par Robert Gibbs et représentant le 93e à la bataille de Balaclava.

Les quatre décennies suivantes se passent sans événement majeur, le régiment passant d’un poste de garnison à un autre : en Irlande de 1815 à 1823 puis à la Barbade jusqu’en 1834, avant d’être envoyés au Canada. En 1854 toutefois, le régiment est engagé pendant la guerre de Crimée, formant avec les 42nd et 79th Highlander la Highland Brigade. À la bataille de Balaklava, après que les deux bataillons turcs qui l’épaulaient aient pris la fuite, le 93e fait face seul à la charge de la cavalerie russe. Déployé sur deux rangs plutôt qu’en carré, le régiment reste stoïque face au Russes, tirant au dernier moment deux volées qui déciment les cavaliers. Cet événement donnera au 93e le surnom The Thin Red Line, la mince ligne rouge, étirée sur le champ de bataille et protégeant seule le port. Le reste de la campagne est calme pour le régiment, qui rejoint le Royaume-Uni en juin 1856.

### Révolte des cipayes
En 1857, le 93rd est envoyé en Inde dans le cadre de la révolte des cipayes. Le régiment se porte au secours des Européens assiégés dans la ville de Lucknow, qu’il atteint le 11 novembre 1857. Une dizaine d’hommes parviennent à pénétrer dans la forteresse de Sikandar Bagh (en), tenue par les insurgés, par une brèche ouverte dans la muraille, puis à ouvrir les portes. La garnison du fort est entièrement tuée, en représailles des massacres ayant lieu à Cawnpore. Les Britanniques se tournent ensuite vers la forteresse de Shah Najaf : au son des cornemuses et avec le général Colin Campbell en tête, le régiment s’empare du fort au corps-à-corps, non sans subir de lourdes pertes.
Ces deux victoires permettent d’évacuer plus de 1500 hommes, femmes et enfants de la ville, dont le roi d’Oudh, ainsi que le trésor du royaume et les réserves du gouvernement de la région. Sept hommes reçoivent par la suite la Victoria Cross, ce qui en fait alors le plus grand nombre de cette distinction attribué à un seul régiment en moins d’une journée.

### Dissolution
Le 93rd reste ensuite encore dix ans en Inde avant de rentrer en Écosse en 1870, où il reste stationné jusqu’en 1879. Il sert ensuite pendant deux ans à Gibraltar, avant d’être fusionné dans le cadre des réformes de Carwdell avec le 91st Argyllshire pour former le Argyll and Sutherland Highlanders.

## Uniforme
L’uniforme d’origine est similaire à celui des autres régiments de Highlanders : veste écarlate à revers jaunes, kilt dont le tartan est celui du clan Campbell, bleu et vert foncé à bande noire, chaussures à boucles en étain et guêtres noires. Le couvre-chef est un bonnet de fourrure noire ornée de queue de renard, noire également, tandis que le sporran est en fourrure de blaireau et orné de six pampilles. Les épaulettes des officiers sont initialement argentées, puis dorées à partir de 1804. Pendant la révolte des cipayes, une surblouse grise-blanche à revers rouges est portée par-dessus la veste afin de protéger celle-ci de la poussière. 